# عبد الله سدران
عبد الله سدران (ولد في 2 أكتوبر 1944) هو شاعر وكاتب سيناريو بوسني. اشتهر بكتابة «عندما كان الأب بعيدا يعمل» و«هل تذكر دوللي بيل؟».

## الأسرة والحياة المبكرة
ولد عبد الله سدران، وهو الثاني من بين أربعة أبناء، في سراييفو، بالبوسنة والهرسك في 2 أكتوبر 1944، على الرغم من أن العديد من المصادر تذكر تاريخ ميلاده بشكل غير دقيق في 29 سبتمبر 1944. كان والداه مسلمين من البشناق. الأب (محمد) (1915-1965) ولد في كيسيلياكاند كان يعمل قفالًا في ورشة للسكك الحديدية، في حين كانت أمه (بهيجة) ربة منزل. سدران لديه ثلاثة أشقاء أكرم (ولد عام 1942؛ وهو متوفي) ونديم (ولد في 4 فبراير 1947) وإيدنا (مواليد 1953). تم تسميته على اسم عمه وهو طباع ومنضد الذي لقى حتفه في عام 1943 في معسكر اعتقال في جاسينوفاتس. تعود جذور عائلة سيدران إلى قرية بيوغراد بالقرب من نيفيسينيي. انتقل جده إلى سراييفو من بيوغراد في عام 1903.
بعد أن أمضى معظم حياته في سراييفو، عاش سدران في غورازده قبل أن ينتقل إلى قرية صغيرة بالقرب من تيشان.

## وصلات خارجية
- عبد الله سدران على موقع IMDb (الإنجليزية)
- عبد الله سدران على موقع ميوزك برينز (الإنجليزية)
- عبد الله سدران على موقع أول موفي (الإنجليزية)
- عبد الله سدران على موقع قاعدة بيانات الفيلم (الإنجليزية)
- عبد الله سدران على موقع كينوبويسك (الروسية)
- عبد الله سدران في قاعدة بيانات الأفلام على الإنترنت